# شنبرگ
شنبرگ (به آلمانی: Schöneberg) یک شهر در آلمان است که در راینلاند-فالتس واقع شده‌است.

## خصوصیات
شنبرگ ۴۲۴ نفر جمعیت دارد.